# Vita & Virginia
Vita & Virginia (Brasil: Um Romance nas Entrelinhas ) é um filme biográfico de drama romântico de 2018 dirigido por Chanya Button. O roteiro, escrito por Button e Eileen Atkins, é adaptado da peça de 1992 Vita & Virginia de Atkins. O filme é estrelado por Gemma Arterton, Elizabeth Debicki e Isabella Rossellini. Passado na década de 1920, Vita & Virginia conta a história do caso de amor entre Vita Sackville-West e Virginia Woolf.
O filme teve sua estreia mundial como uma apresentação especial no Festival Internacional de Cinema de Toronto em 11 de setembro de 2018. Foi lançado no Reino Unido em 5 de julho de 2019 e nos Estados Unidos em 23 de agosto de 2019.

## Sinopse
Passados na década de 1920, as escritoras Vita Sackville-West e Virginia Woolf atuam em diferentes círculos londrinos. Quando elas se encontram, Vita decide que Virginia será sua próxima conquista. Elas têm um caso no contexto de cada uma de seus casamentos abertos.

## Elenco
- Gemma Arterton como Vita Sackville-West
- Elizabeth Debicki como Virginia Woolf
- Isabella Rossellini como Lady Sackville
- Rupert Penry-Jones como Harold Nicolson
- Peter Ferdinando como Leonard Woolf
- Gethin Anthony como Clive Bell
- Emerald Fennell como Vanessa Bell
- Adam Gillen como Duncan Grant
- Karla Crome como Dorothy Wellesley
- Rory Fleck Byrne como Geoffrey Scott
- Nathan Stewart-Jarrett como Ralph Partridge

## Produção
Em 30 de junho de 2016, Deadline Hollywood relatou que a diretora britânica Chanya Button iria dirigir Vita and Virginia a partir de um roteiro de Eileen Atkins, com Evangelo Kioussis da Mirror Productions e Katie Holly da Bl! Nder Films como produtores. O roteiro é baseado na peça de teatro de Atkins, Vita & Virginia. Gemma Arterton, que também se tornou produtora executiva do filme, recebeu o primeiro rascunho de Atkins anos antes e o mostrou a Button; e Button subsequentemente co-escreveu o roteiro final com Atkins.
Em 8 de fevereiro de 2017, foi anunciado que Eva Green e Gemma Arterton haviam sido escaladas para o filme.Em maio de 2017, foi relatado que Green havia deixado o projeto devido a conflitos de programação.[carece de fontes?] Green foi substituída por Andrea Riseborough. Elizabeth Debicki foi finalmente escalada para o papel de Woolf em agosto de 2017, com Isabella Rossellini também se juntando à produção.
O financiamento foi obtido junto à Irish Film Board, Piccadilly Pictures, Sampsonic Media e Lipsync Productions; com a Protagonist Pictures cuidando das vendas internacionais. A fotografia principal começou em setembro de 2017 em Dublin, Irlanda.
Em agosto de 2017, o Thunderbird Releasing adquiriu os direitos de distribuição para o Reino Unido. Os direitos de distribuição para a Alemanha foram adquiridos pela NFP, Austrália e Nova Zelândia pela Transmission Films, República Tcheca e Eslováquia pela CinemArt, Grécia pela Seven Films, Hong Kong pela EDKO, Israel pela Forum Film, Polônia pela M2 Films, Portugal pela Lusumundo e na ex-Jugoslávia pela MCF.
A primeira imagem do filme foi lançada pela Protagonist Pictures em 1 de novembro de 2017.

## Lançamento
A estreia mundial foi realizada no Festival Internacional de Cinema de Toronto em 11 de setembro de 2018. Foi selecionado como o filme da noite de abertura do Frameline Film Festival de 2019 em São Francisco.
Vita and Virginia foi lançado nos cinemas no Reino Unido e na Irlanda em 5 de julho de 2019 pela Thunderbird Releasing. Foi lançado nos Estados Unidos em 23 de agosto de 2019 pela IFC Films.

### Mídia doméstica
O filme foi lançado em vídeo sob demanda (VOD) nos Estados Unidos em 30 de agosto de 2019.

## Recepção
Rotten Tomatoes dá ao filme uma classificação de aprovação de 42% com base em 90 resenhas, com uma classificação média de 5.6/10. O consenso dos críticos do site diz: "Vita & Virginia dá uma olhada bem atuada e inicialmente intrigante na relação entre suas protagonistas da vida real, mas é destruída por uma narrativa insatisfatória." De acordo com o Metacritic, que analisou as opiniões de 18 críticos e calculou uma pontuação de 43 em 100, o filme recebeu "críticas mistas ou médias".